# Günther Viezenz
Günther Viezenz, né le 1er février 1921 à Göhlenau (Golińsk) et mort le 14 janvier 1999 à Cologne, est un soldat allemand de la Seconde Guerre mondiale.

## Biographie
Hauptmann dans la Wehrmacht, il détient le record du nombre d'insignes de destruction de blindés (quatre en or et une en argent). Il a détruit 21 chars de combat avec des explosifs à main comme des Panzerfausts.
Il est également décoré de la Croix de chevalier de la Croix de fer pour bravoure.
Après la Seconde Guerre mondiale, Viezenz a rejoint la Bundeswehr.